# 哈比屯
哈比屯（英語：Hobbiton）是托爾金傳說故事集裡中土大陸的一座小鎮，夏爾地區的主要聚落之一，居民為哈比人。

## 地理

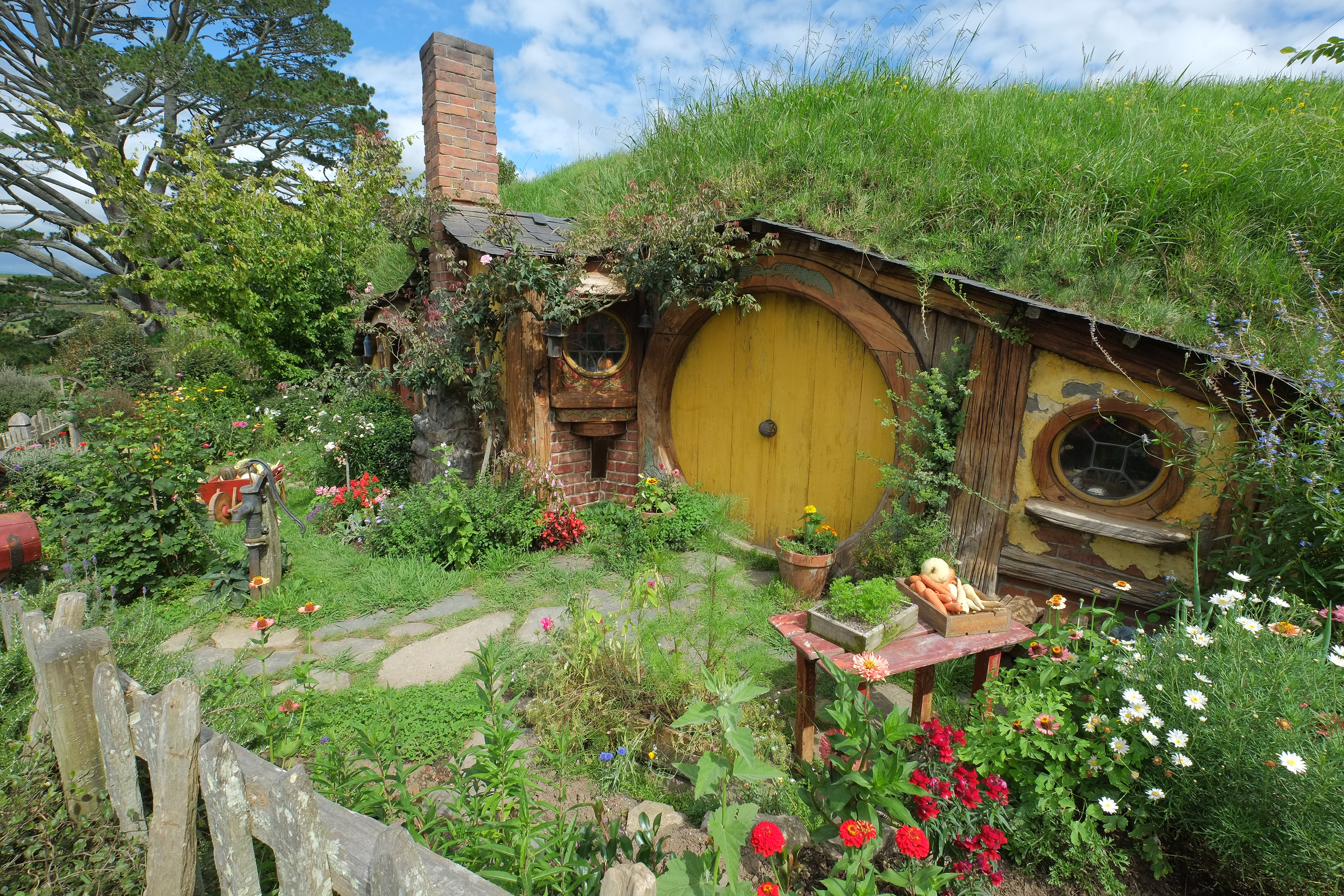
山姆·詹吉的家，位在紐西蘭哈比村。

在地理位置上，哈比屯位於夏爾西區:331，東方大道之前；其建立時間並未被明確提及，但小說有描述哈比屯是夏爾最古老的聚落之一。
其中，在袋邊街小丘之上的袋底洞即是比爾博和佛羅多的住所，也是哈比屯內最豪華的地洞；袋邊街三號則是山姆·詹吉家族的住所。哈比屯另一個明顯的地標是位於水橋北側的山迪曼磨坊。雖然大部分當地居民都是居住在傳統的地洞中，但哈比屯也有一些在地面上建造、類似於人類居所的屋子。
這個聚落很小，甚至連餐廳都沒有，距離最近的酒館已是在一英里之外臨水區的綠龍酒店和常春樹叢旅店。但哈比屯也擁有自己的郵局。
在魔戒聖戰前，哈比屯是一個風景如畫的地方，有修剪整齊的草坪和美麗的洞穴，但當薩基（薩魯曼）和他的流氓手下入主夏爾後，一切皆有所改變，他奴役著哈比人為他作事。哈比屯內的樹木遭到大量砍伐，甚至包括之前比爾博的宴會樹也被砍倒，一棟棟醜陋的房屋被蓋建起來，磨坊被改造為工廠，不斷冒出黑煙及排放污水，哈比屯被徹底變得殘破荒涼。直到佛羅多、山姆、梅里和皮聘歸來，發動起義推翻薩魯曼的統治，並花了很長一段時間重整後，才使哈比屯乃至整個夏爾恢復往日的舊觀。

## 構想
在托爾金4歲時曾居住過的萨利洞（位於英國伯明翰附近）給當時的他留下了深刻的印象，後來很可能成為他作品裡哈比屯和夏爾的靈感來源，如哈比屯內山迪曼磨坊的原型即可能為萨利洞水磨坊。此外托爾金為《哈比人》繪製的哈比屯插圖也和薩利洞一帶的景象類似。
有說法認為哈比屯的靈感來源可能為格洛斯特郡的利德尼公園。1920年代末期，考古學家惠勒夫婦對利德尼公園的一座羅馬時代神廟遺址進行挖掘，當地居民視該處山丘為矮人、地精的住所，稱之為矮人丘（Dwarf’s Hill）；托爾金在1929年時曾為惠勒夫婦的挖掘工作提供諮詢。
托爾金曾在一幅中土大陸地圖上註解說哈比屯的位置「大約在牛津的緯度」。

## 電影改編與旅遊行銷

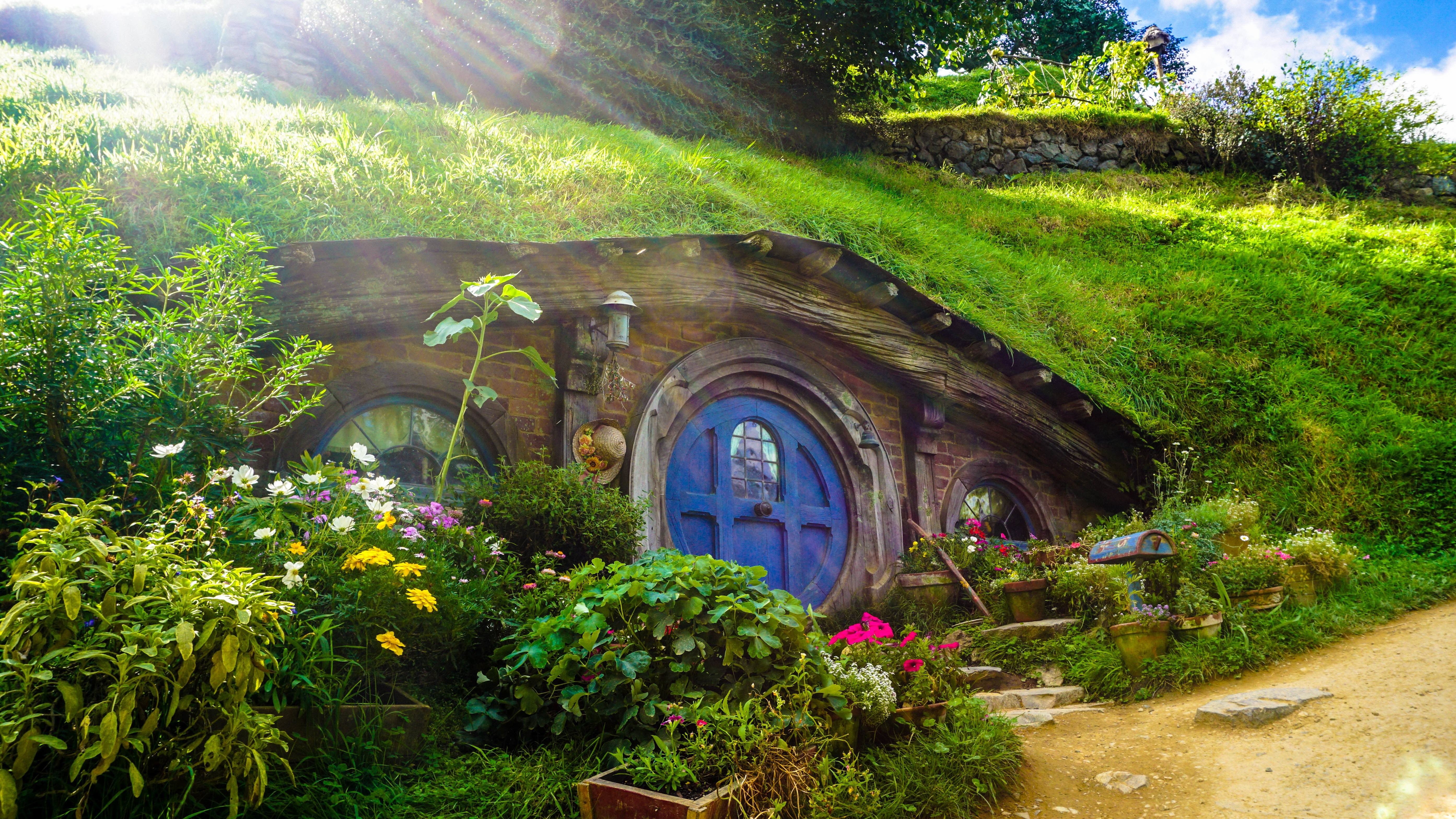
馬塔馬塔的一個哈比人洞穴

在彼得·傑克森執導的《魔戒電影三部曲》及後來的《哈比人電影系列》，哈比屯皆是在紐西蘭北島馬塔馬塔的一個農場內拍攝的，實地搭建了袋底洞和多個哈比人洞穴。電影的概念設計師約翰·豪表示：「哈比屯就像是沒去過英格蘭的人對它的想像！」:54。
在《哈比人》結束拍攝作業後，其位於紐西蘭馬塔馬塔的取景地即被原封不動地被保留下來，作為開放給來自全世界遊客的觀光景點，同時成為現今魔戒電影中唯一被完整保留下來的電影場景。
有捷克書迷從2012年開始在鷹山搭建了「捷克哈比屯」。

## 外部連結
- 哈比屯（页面存档备份，存于）在阿爾達百科全書上的條目（英文）
- Hobbit Movie Set 哈比村官網（页面存档备份，存于）（英文）
- 托爾金本人繪製的哈比屯插圖（页面存档备份，存于）（英文）